# Amstel Gold Race 2012
De 47e editie van de Nederlandse wielerwedstrijd Amstel Gold Race werd verreden op 15 april 2012 en voerde door het Limburgse Heuvelland. De start was in Maastricht en de finish in Valkenburg op de beruchte helling de Cauberg, op de top van de heuvel.
Tom Boonen, de winnaar van de voorgaande E3 Harelbeke 2012, Gent-Wevelgem 2012, de Ronde van Vlaanderen 2012 en Parijs-Roubaix 2012, ging niet van start omwille van een ontsteking aan zijn voet. Later, in 2024, zou Boonen aangeven spijt te hebben van het nooit rijden van de Amstel Gold Race. De wedstrijd werd gewonnen door de Italiaan Enrico Gasparotto.

## De hellingen
In totaal werden er 31 hellingen aangedaan, waaronder de Cauberg, Keutenberg, Eyserbosweg, Fromberg en de Gulperberg. De steilste en zwaarste helling is de Eyserbosweg, met een gemiddeld stijgingspercentage van 8,8 procent tot het maximum stijgingspercentage van 16,2 procent.

## Deelnemende ploegen
| 18 UCI World Tour-ploegen | 18 UCI World Tour-ploegen | 18 UCI World Tour-ploegen | 6 wildcards                   |
| ------------------------- | ------------------------- | ------------------------- | ----------------------------- |
| AG2R-La Mondiale          | Lampre-ISD                | Sky ProCycling            | Argos-Shimano                 |
| Astana Pro Team           | Liquigas-Cannondale       | Team Garmin-Sharp         | Topsport Vlaanderen-Mercator  |
| BMC Racing Team           | Lotto-Belisol             | Team Katjoesja            | Landbouwkrediet-Euphony       |
| Euskaltel-Euskadi         | Omega Pharma-Quick Step   | Team Movistar             | Accent.Jobs-Willems Veranda's |
| FDJ-BigMat                | Rabobank                  | Saxo Bank-Tinkoff Bank    | Europcar                      |
| Orica-GreenEdge           | RadioShack-Nissan-Trek    | Vacansoleil-DCM           | Farnese Vini–Selle Italia     |

## Uitslag
| Amstel Gold Race 2012 |                   |                           |          |
| Plaats                | Naam              | Ploeg                     | Tijd     |
| Winnaar               | Enrico Gasparotto | Astana Pro Team           | 6u32'35" |
| 2                     | Jelle Vanendert   | Lotto-Belisol             | z.t.     |
| 3                     | Peter Sagan       | Liquigas-Cannondale       | +2"      |
| 4                     | Óscar Freire      | Team Katjoesja            | z.t.     |
| 5                     | Thomas Voeckler   | Team Europcar             | z.t.     |
| 6                     | Philippe Gilbert  | BMC Racing Team           | z.t.     |
| 7                     | Samuel Sánchez    | Euskaltel-Euskadi         | z.t.     |
| 8                     | Fabian Wegmann    | Team Garmin-Barracuda     | +4"      |
| 9                     | Rinaldo Nocentini | AG2R-La Mondiale          | z.t.     |
| 10                    | Bauke Mollema     | Rabobank                  | z.t.     |
| 11                    | Maksim Iglinski   | Astana Pro Team           | z.t.     |
| 12                    | Fränk Schleck     | RadioShack-Nissan-Trek    | z.t.     |
| 13                    | Elia Favilli      | Farnese Vini-Selle Italia | z.t.     |
| 14                    | Dries Devenyns    | Omega Pharma-Quick Step   | +9"      |
| 15                    | Ryder Hesjedal    | Team Garmin-Barracuda     | z.t.     |
| 16                    | Nicki Sørensen    | Team Saxo Bank            | +12"     |
| 17                    | Daniel Moreno     | Team Katjoesja            | z.t.     |
| 18                    | Thomas Dekker     | Team Garmin-Barracuda     | z.t.     |
| 19                    | Rui Costa         | Team Movistar             | z.t.     |
| 20                    | Simon Gerrans     | GreenEdge                 | +19"     |

1966 · 1967 · 1968 · 1969 · 1970 · 1971 · 1972 · 1973 · 1974 · 1975 · 1976 · 1977 · 1978 · 1979 · 1980 · 1981 · 1982 · 1983 · 1984 · 1985 · 1986 · 1987 · 1988 · 1989 · 1990 · 1991 · 1992 · 1993 · 1994 · 1995 · 1996 · 1997 · 1998 · 1999 · 2000 · 2001 · 2002 · 2003 · 2004 · 2005 · 2006 · 2007 · 2008 · 2009 · 2010 · 2011 · 2012 · 2013 · 2014 · 2015 · 2016 · 2017 · 2018 · 2019 · 2020 · 2021 · 2022 · 2023 · 2024 · 2025

Lijst van beklimmingen
 Tour Down Under · 
 Parijs-Nice · 
 Tirreno-Adriatico · 
 Milaan-San Remo · 
 Ronde van Catalonië · 
 E3 Harelbeke · 
 Gent-Wevelgem · 
 Ronde van Vlaanderen · 
 Ronde van het Baskenland · 
 Parijs-Roubaix · 
 Amstel Gold Race · 
 Waalse Pijl · 
 Luik-Bastenaken-Luik · 
 Ronde van Romandië · 
 Ronde van Italië · 
 Critérium du Dauphiné · 
 Ronde van Zwitserland · 
 Ronde van Frankrijk · 
 Ronde van Polen · 
  Eneco Tour · 
 Clásica San Sebastián · 
 Ronde van Spanje · 
 Vattenfall Cyclassics · 
 GP Ouest France-Plouay · 
 Grote Prijs van Quebec · 
 Grote Prijs van Montreal · 
 UCI Ploegentijdrit · 
 Ronde van Lombardije · 
 Ronde van Peking